# CNBC

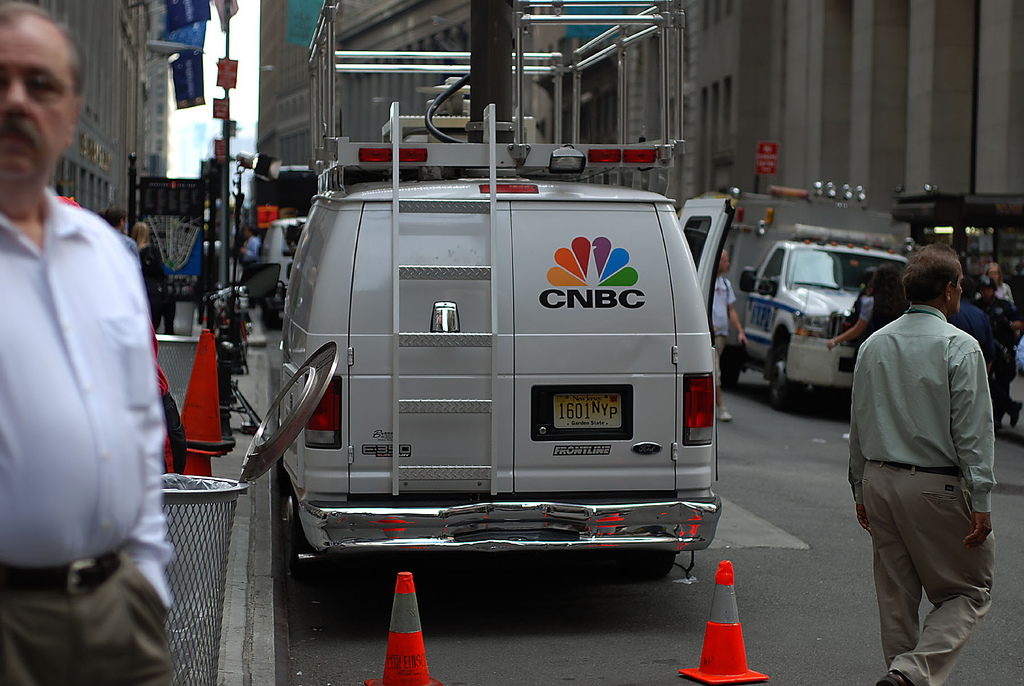
Wóz reporterski CNBC

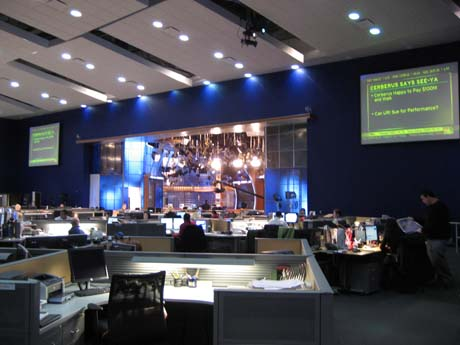
Newsroom CNBC

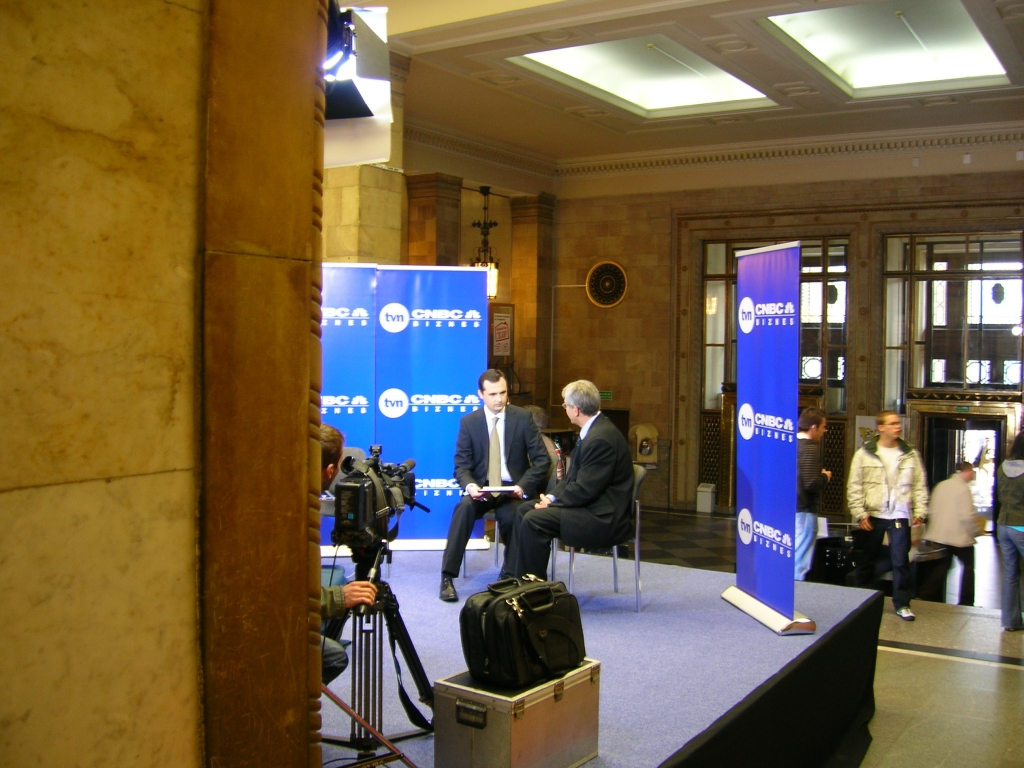
Stoisko TVN CNBC Biznes

CNBC, dawniej Consumer News and Business Channel – największa na świecie sieć telewizyjnych kanałów informacyjnych wyspecjalizowanych w tematyce ekonomicznej. Światowa siedziba CNBC znajduje się w Englewood Cliffs w stanie New Jersey, zaś centra regionalne w Londynie i Singapurze. 20 sierpnia 2007 roku Grupa ITI uruchomiła stację TVN CNBC, która była polską wersją CNBC.

## Historia
Pierwszy kanał ekonomiczny NBC, grupy skupiającej media elektroniczne należące do koncernu General Electric, ruszył 17 kwietnia 1989 roku w USA pod nazwą Consumer News and Business Channel. Po przeprowadzonym w 1991 roku przejęciu telewizji Financial News Network, połączone stacje przyjęły nazwę CNBC. W 1995 roku ruszył siostrzany kanał dla widzów w Azji, a rok później stacja zagościła w Europie. W 1997 roku nastąpiło połączenie CNBC Europe i CNBC Asia z kanałami EBN (w Europie) i ABN (w Azji), stanowiącymi telewizyjne skrzydło agencji prasowej Dow Jones Newswires, która odtąd stała się współwłaścicielem „nowego” CNBC. W 2005 roku agencja postanowiła wycofać się z rynku telewizyjnego i jedynym właścicielem sieci stało się General Electric (za pośrednictwem swojej spółki zależnej NBC Universal).

## Kanały sieci CNBC
Głównymi filarami sieci CNBC są trzy anglojęzyczne kanały: kierowany na rynek amerykański CNBC (CNBC U.S.), a także CNBC Europe i CNBC Asia. W fazie rozruchu jest obecnie nadający od 1 czerwca 2007 kanał CNBC Africa z siedzibą w Johannesburgu. Kanał CNBC World przeznaczony jest dla amerykańskich widzów zainteresowanych wydarzeniami biznesowymi na innych kontynentach i pokazuje w Ameryce Północnej programy CNBC Europe i Asia. Podobną rolę pełni kanał CNBC Latin America, dostępny w Ameryce Łacińskiej i na Karaibach, który nie produkuje własnych programów, tylko pokazuje te z siostrzanych stacji. CNBC Europe i CNBC Asia na niektórych rynkach prezentowane są w wersji lokalnej, różniącej się tylko tym, że pasek u dołu ekranu zawiera notowania i informacje ważne dla tamtejszego odbiorcy. Na tej zasadzie działają kanały CNBC Nordic (w Skandynawii, CNBC Europe), CNBC Hong Kong (w Hongkongu, CNBC Asia), CNBC Singapore (w Singapurze, CNBC Asia) czy CNBC Australia (w Australii, CNBC Asia).
Osobne miejsce w sieci zajmują stacje całkowicie lokalne, tworzone przez partnerów CNBC w różnych krajach. Ich ramówka może być zupełnie niezależna od głównych kanałów sieci (choć posiadają prawo do retransmisji programów głównych stacji), ponadto nadają one w miejscowych językach. Z drugiej strony przynależność do sieci daje dostęp do jej materiałów i zasobów. Do grupy tej należą Class CNBC (Włochy, CNBC Europe), CNBC-e (Turcja, CNBC Europe ), CNBC Arabiya (Zjednoczone Emiraty Arabskie, CNBC Europe), Nikkei CNBC (Japonia, CNBC Asia), CNBC-TV18, CNBC AWAAZ (obie stacje w Indiach, CNBC Asia), CNBC Pakistan (Pakistan, CNBC Asia) oraz polski TVN CNBC (CNBC Europe), którego właścicielem jest Grupa ITI.